# Narni
Narni település Olaszországban, Terni megyében. Lakosainak száma 17 914 fő (2023. január 1.). Narni Amelia, Calvi dell'Umbria, Montecastrilli, Orte, Otricoli, San Gemini, Stroncone és Terni községekkel határos.

## Népesség
A település népessége az elmúlt években az alábbi módon változott:
| Lakosok száma | 20 385 | 19 543 | 19 252 | 17 914 |
|               | 2008   | 2017   | 2018   | 2023   |

## Földrajz
Narni közelében található Olaszország földrajzi középpontja.